# Донецкая Народная Республика
Доне́цкая Наро́дная Респу́блика (ДНР) — поддерживавшееся Россией и подконтрольное ей сепаратистское государственное образование на востоке Украины. C 2014 по 2022 год существовала в качестве самопровозглашённого государства, а затем была аннексирована Россией как субъект федерации. ДНР претендует на территорию Донецкой области Украины. Административным центром является город Донецк.
Согласно законодательству Украины с 2014 года территория Донецкой области, контролировавшаяся ДНР, находится под российской оккупацией.
ДНР была провозглашена 7 апреля 2014 года после захвата здания Донецкой областной администрации в ходе пророссийских протестов. 11 мая на части территорий Донецкой области состоялся референдум о самоопределении, который не был признан на международном уровне. 12 мая была провозглашена независимость ДНР, которая до 2022 года не была признана ни одним государством — членом ООН. Аналогичные события происходили и в соседней Луганской Народной Республике (ЛНР). В ходе последовавшей войны в Донбассе в 2014—2015 годах под контролем ДНР оказались центральные и южные районы, составляющие около трети Донецкой области.
ДНР находилась в тесной зависимости от России, опираясь на её экономическую, политическую и военную поддержку. Система управления и контроля со стороны России состояла из четырёх отдельных иерархически построенных ею подсистем: политической, экономико-финансовой, безопасности и военной. По мнению некоторых украинских и международных экспертов, по состоянию на 2021 год управление этой частью территории Донецкой области Украины и контроль над ней осуществлялось не ДНР, а Россией. Вместе с тем, следуя во внешнеполитической линии российскому курсу, ДНР и ЛНР сохраняли определённую самостоятельность в сугубо внутренних вопросах.
В начале 2023 года ЕСПЧ вынес решение, в соответствии с которым территории востока Украины, контролируемые ДНР и ЛНР, находились под де-факто контролем России. Военные РФ присутствовали на этих территориях по меньшей мере с апреля 2014 года, включая полномасштабное присутствие армии РФ с августа 2014 года. Военные РФ оказывали значительное влияние на сепаратистов, поставляли им оружие и осуществляли артобстрелы по их указаниям.
Москва полностью отрицала свой контроль над донецкими властями вплоть до начала вторжения на Украину в 2022 году.
21 февраля 2022 года Россия признала ДНР, что, по мнению некоторых экспертов, сделало ДНР частично признанным государством. Позднее независимость ДНР была признана также Сирией и КНДР. Большинство государств — членов ООН рассматривает территории, контролируемые ДНР, как часть Украины.
24 февраля вооружённые силы России начали полномасштабное вторжение на территорию Украины. В ходе войны ДНР установила контроль над рядом населённых пунктов Донецкой области, ранее остававшихся под контролем Украины.
23—27 сентября 2022 года на оккупированной Россией части Донецкой области был проведён фиктивный референдум, после чего Россия заявила об аннексии Донецкой области (и ещё трёх регионов Украины). Аннексия территорий проводилась с нарушением российского и международного права.
По оценкам властей ДНР, на 1 сентября 2020 года население подконтрольных территорий составляло 2 244 547 человек. Крупнейший город и столица — Донецк, другие крупные подконтрольные города на начало 2022 года — Макеевка и Горловка. Глава ДНР с 2018 года — Денис Пушилин.

## История
В 2011 году население Донецкой и Луганской областей Украины совместно составляло 6,1 млн человек.

### 2014 год

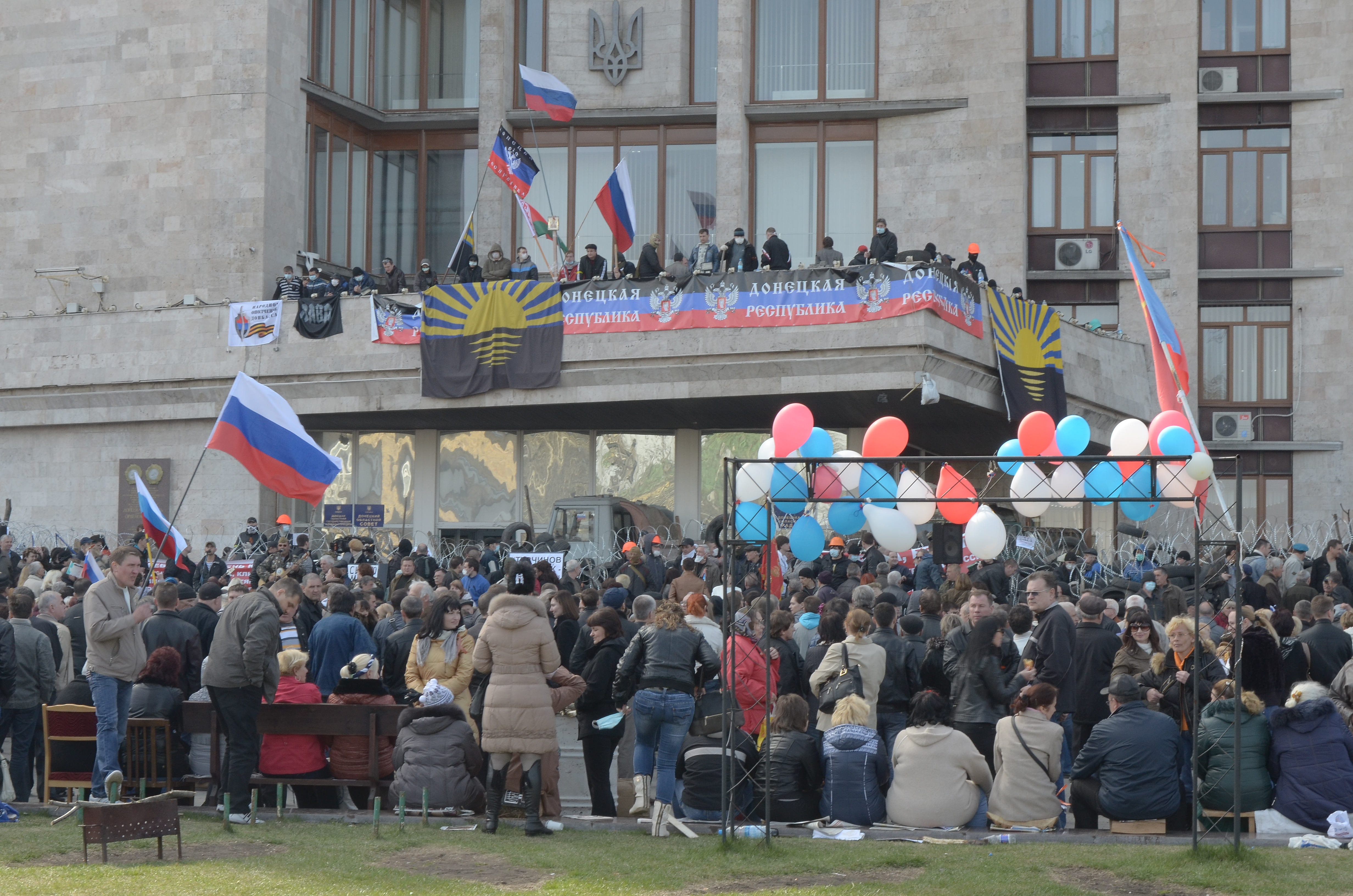
Митинг возле захваченного здания Донецкой ОГА, проходивший 7 апреля 2014 года (в качестве символики участники используют флаги Донецкой области, России, Беларуси, РСФСР, а также флаг организации «Донецкая республика»)

В конце ноября 2013 года на Украине начались массовые акции протеста, вызванные отказом правительства Николая Азарова подписать соглашение об ассоциации с Евросоюзом. 21 февраля 2014 года президент Украины Виктор Янукович подписал с оппозицией соглашение об урегулировании кризиса на Украине. В тот же день Янукович покинул Киев. На следующий день Верховная рада, в которой бывшая оппозиция и часть депутатов других фракций сформировали антипрезидентское большинство, приняла постановление, в котором утверждалось, что Янукович «неконституционным образом самоустранился от осуществления конституционных полномочий» и не выполняет свои обязанности. Рада возложила на нового спикера Александра Турчинова исполнение обязанностей президента Украины, а также назначила досрочные президентские выборы на 25 мая 2014 года.
Под влиянием событий в Крыму, где был инициирован процесс отделения от Украины и присоединения к России, в юго-восточных регионах Украины начались акции протеста против нового руководства страны. Протестующие отказывались признавать новые украинские власти, выступали за федерализацию Украины и против новых губернаторов, назначение которых считали нелегитимным, выбирали «народных руководителей» своих регионов.

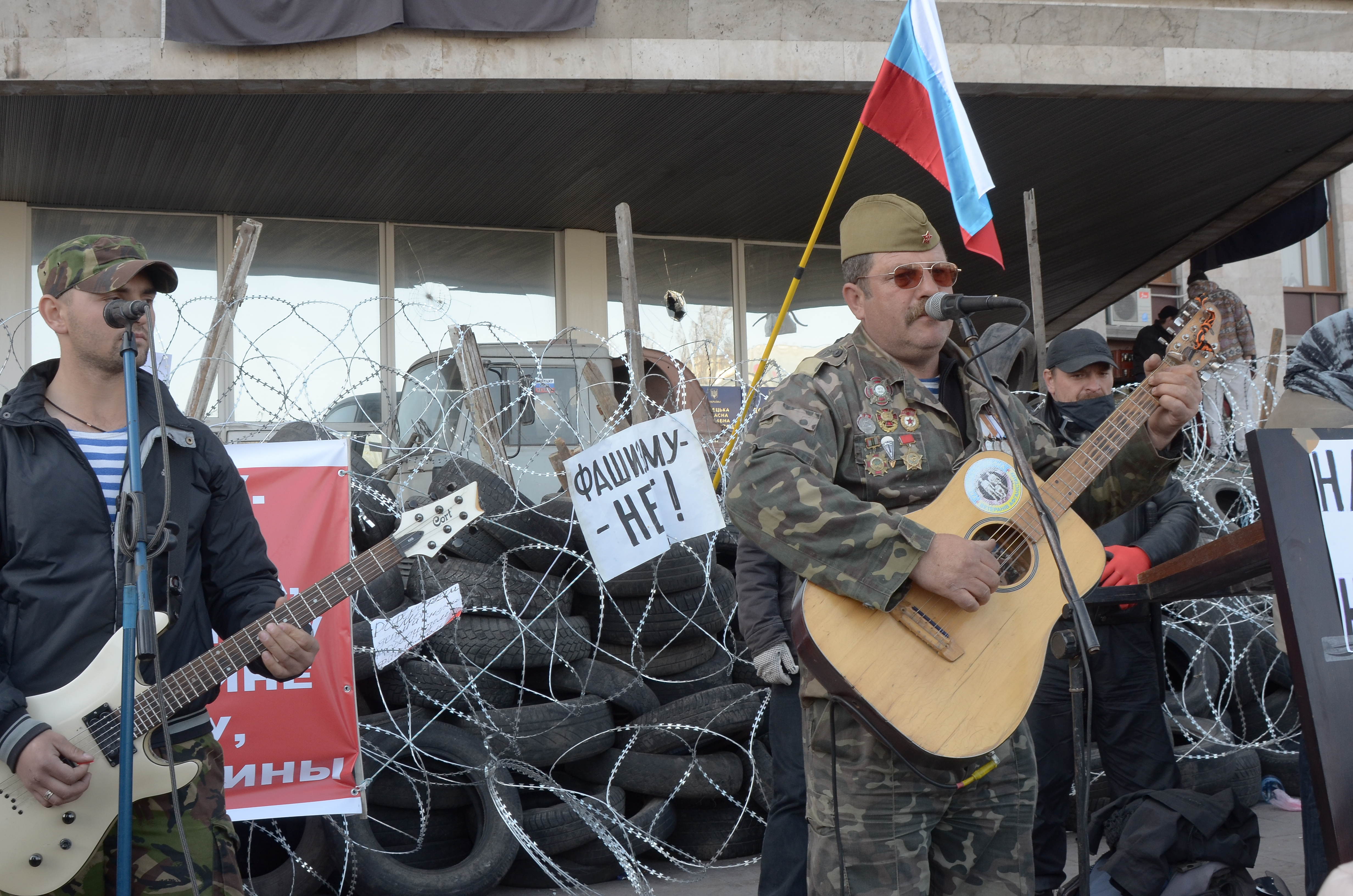
Ветеран Афганской войны поёт песни в поддержку протестующих

В Донецке митингующие выбрали себе «народного губернатора» — командира «Народного ополчения Донбасса» Павла Губарева.
1 марта на внеочередной сессии Донецкого городского совета депутаты решили поддержать инициативы местных жителей, прозвучавшие на митингах в Донецке, и предложили областному совету немедленно провести референдум «о дальнейшей судьбе Донбасса». Горсовет также принял решение считать русский язык официальным наравне с украинским и требовать принятия соответствующих решений от депутатов Донецкого областного совета. Россию решено было рассматривать как «стратегического партнёра Донбасса». «С целью обеспечения спокойствия граждан на территории Донецка и защиты от возможных агрессивных проявлений со стороны радикально настроенных националистических сил» было решено создать муниципальную милицию, а «до выяснения легитимности принятых Верховной радой Украины законов и признания новых органов государственной власти всю полноту ответственности за жизнеобеспечение территорий возложить на органы местного самоуправления».
Утром 5 марта милиция Донецка выдворила протестующих из помещений областной администрации под предлогом о якобы заложенной бомбе. В этот же день в 16:00 пророссийские активисты, число которых в освещении разных СМИ колебалось от 1 до 15 тысяч, собравшиеся на митинг перед областной администрацией, вновь заняли здание Донецкого облсовета, в котором также расположена областная госадминистрация, а также здания госказначейства и ТРК «Донбасс».
6 марта сотрудники СБУ задержали Павла Губарева на основании решения суда в рамках открытого уголовного производства по статьям «Посягательство на территориальную целостность Украины», «Действия, направленные на насильственную смену или свержение конституционного строя» и «Захват государственных или общественных зданий или сооружений».
Массовые протесты на территории Донецкой области продолжались в течение всего марта. 4 апреля управление МВД по Донецкой области сообщило, что за предыдущий месяц в регионе прошло около 200 акций, в которых приняли участие более 130 тыс. человек. В отношении участников митингов было открыто 46 уголовных производств по поводу «нарушений, совершённых во время проведения митингов», подпадающих под формулировки статей УК о массовых беспорядках, хулиганстве, групповых нарушениях общественного порядка, захвате государственных или общественных зданий или сооружений, препятствовании профессиональной деятельности журналистов, насилии в отношении работников правоохранительных органов и др.
6 апреля после очередного митинга протеста его участники захватили здание областной госадминистрации, подняли над ним российский флаг и потребовали немедленного созыва внеочередной сессии Донецкого облсовета для принятия решения о проведении референдума о вхождении в состав России. Перед зданием была возведена баррикада из автомобильных покрышек высотой в человеческой рост, вход в здание был обнесён колючей проволокой.
7 апреля участники антиправительственной акции, так и не дождавшись созыва сессии облсовета, приняли Декларацию о суверенитете Донецкой народной республики (Акт о провозглашении государственной самостоятельности Донецкой народной республики). В принятом документе провозглашалось: «Народ Донецкой народной республики имеет исключительное право собственности на землю, её недра, воздушное пространство, водные и другие природные ресурсы. Республика самостоятельно определяет свой экономический статус, формирует свой госбюджет. Декларация действует с момента принятия и является основой для принятия Конституции Донецкой народной республики».
Протестующие сформировали свой собственный орган — Донецкий республиканский народный совет, который принял решение о проведении референдума о самоопределении ДНР не позднее 11 мая 2014 года, при этом было заявлено, что эта дата согласована с Луганской и Харьковской областями.
В тот же день и. о. президента Украины Турчинов в своём телевизионном обращении заявил, что в отношении людей, занявших с оружием в руках административные учреждения в Луганске, Донецке и Харькове, власти страны будут проводить «антитеррористические мероприятия».
8 апреля Народный совет приступил к формированию временного народного правительства. На заседании Народного совета, среди прочего, было заявлено о непризнании новой украинской власти, об увольнении всех назначенных ею руководителей силовых ведомств региона и губернатора Сергея Таруты, о назначении на 11 мая референдума по самоопределению Донбасса.
10 апреля председатель временного правительства ДНР Денис Пушилин объявил о начале формирования собственной народной армии «для защиты народа и территориальной целостности республики». Первым её командующим стал Игорь Хакимзянов; было предложено вступать в народную армию бывшим и действующим офицерам и активистам сил самообороны, созданных митингующими.
В субботу, 12 апреля, о поддержке провозглашённой в Донецке ДНР сообщили из Славянска, Мариуполя, Енакиева, Краматорска и ряда небольших городов области. Сторонники федерализации Украины действовали по одному сценарию, беря под контроль городские (районные) органы управления и отделения милиции и возводя вокруг них баррикады из шин, мешков с песком и колючей проволоки. Над захваченными зданиями водружались чёрно-сине-красные флаги Донецкой республики и флаги России. Нападавшие не встретили почти никакого отпора со стороны правоохранительных органов: часть сотрудников милиции перешла на их сторону, остальные разошлись по домам. Ситуация начала выходить из-под контроля украинских властей.
12 апреля в Славянск прибыл вооружённый отряд под командованием Игоря Стрелкова, объединившийся с местной народной дружиной. С его появлением здесь сформировался один из узлов будущего противостояния с центральными властями. Уже на следующий день на выставленных вокруг Славянска блокпостах пролилась первая кровь: погибли офицер СБУ и сепаратист. Позднее СБУ обвинила в гибели своего офицера «российскую разведывательно-диверсионную группу под командованием офицера спецназа ГРУ РФ» Игоря Стрелкова.
Александр Турчинов не стал вступать в переговоры с представителями ДНР. Вместо этого 13 апреля и. о. президента Украины заявил в телеобращении, что в связи с событиями на востоке страны Совет национальной безопасности и обороны Украины принял решение начать широкомасштабную антитеррористическую операцию с привлечением вооружённых сил.
15 апреля украинский спецназ штурмовал аэродром в районе Краматорска, находившийся под контролем сепаратистов. Одновременно украинская армия с помощью бронетехники блокировала подступы к Славянску.

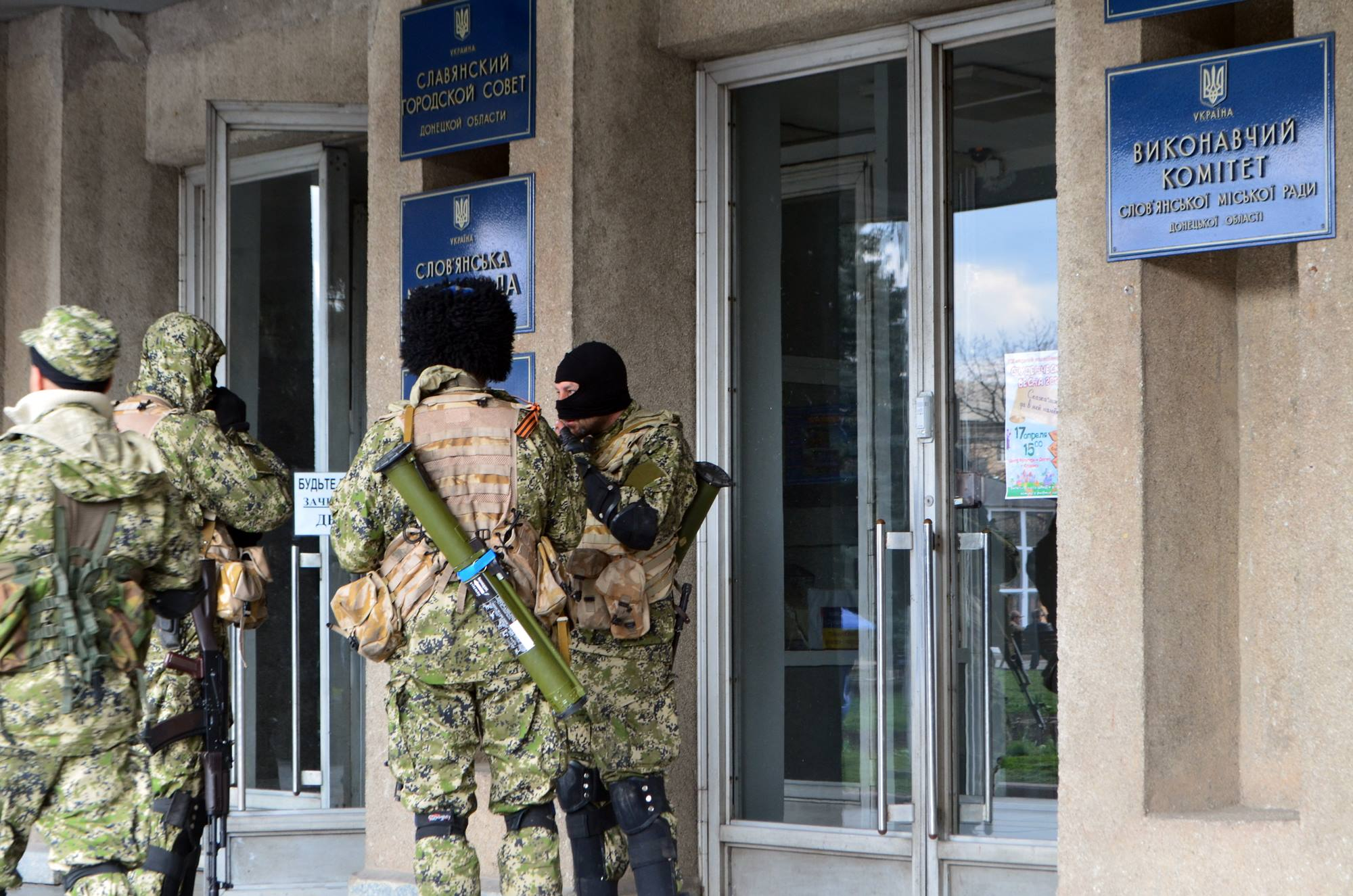
Вооружённые люди с георгиевскими ленточками у здания Славянского горсовета, 14 апреля 2014 года

16 апреля в Краматорск вошла украинская техника, но сепаратисты заблокировали и захватили шесть единиц бронетехники вместе с экипажами. Боевые машины под российскими флагами были отправлены в Славянск. Ещё 15 единиц украинской бронетехники из состава 25-й десантно-штурмовой бригады были заблокированы местными жителями в районе посёлка Пчёлкино под Краматорском. Несколько сот местных жителей перекрывали на некоторое время железнодорожное движение на перегоне между станциями Краматорск и Дружковка в знак поддержки сепаратистов в Краматорске, Дружковке и Славянске. В Амвросиевке на границе с Россией ещё одна колонна украинской бронетехники была заблокирована членами местной самообороны. В самом Донецке вооружённые активисты организации «Оплот» захватили здание горсовета. На сторону ДНР перешла часть сотрудников донецкой милиции.
Вечером в Мариуполе имела место попытка штурма расположения батальона внутренних войск после того, как командование отказалось выполнить ультиматум о «переходе на сторону народа». Нападавшие использовали стрелковое оружие и бутылки с зажигательной смесью. В результате перестрелки трое нападавших были убиты, более десяти человек получили ранения, несколько десятков нападавших были впоследствии задержаны.
18 апреля сепаратисты подняли её флаг в Донецком аэропорту.
27 апреля под контроль сепаратистов перешла Донецкая областная гостелекомпания. В здание занесли дополнительное оборудование для вещания телевидения ДНР, была восстановлена работа российских телеканалов.
28 апреля в Донецке прошла акция сторонников территориальной целостности Украины «Донецк — это Украина». В ходе последовавшего шествия участники акции подверглись нападению пророссийских активистов. Впоследствии какие бы то ни было акции под украинскими флагами стали невозможными вследствие запугивания и физического насилия со стороны сепаратистов.

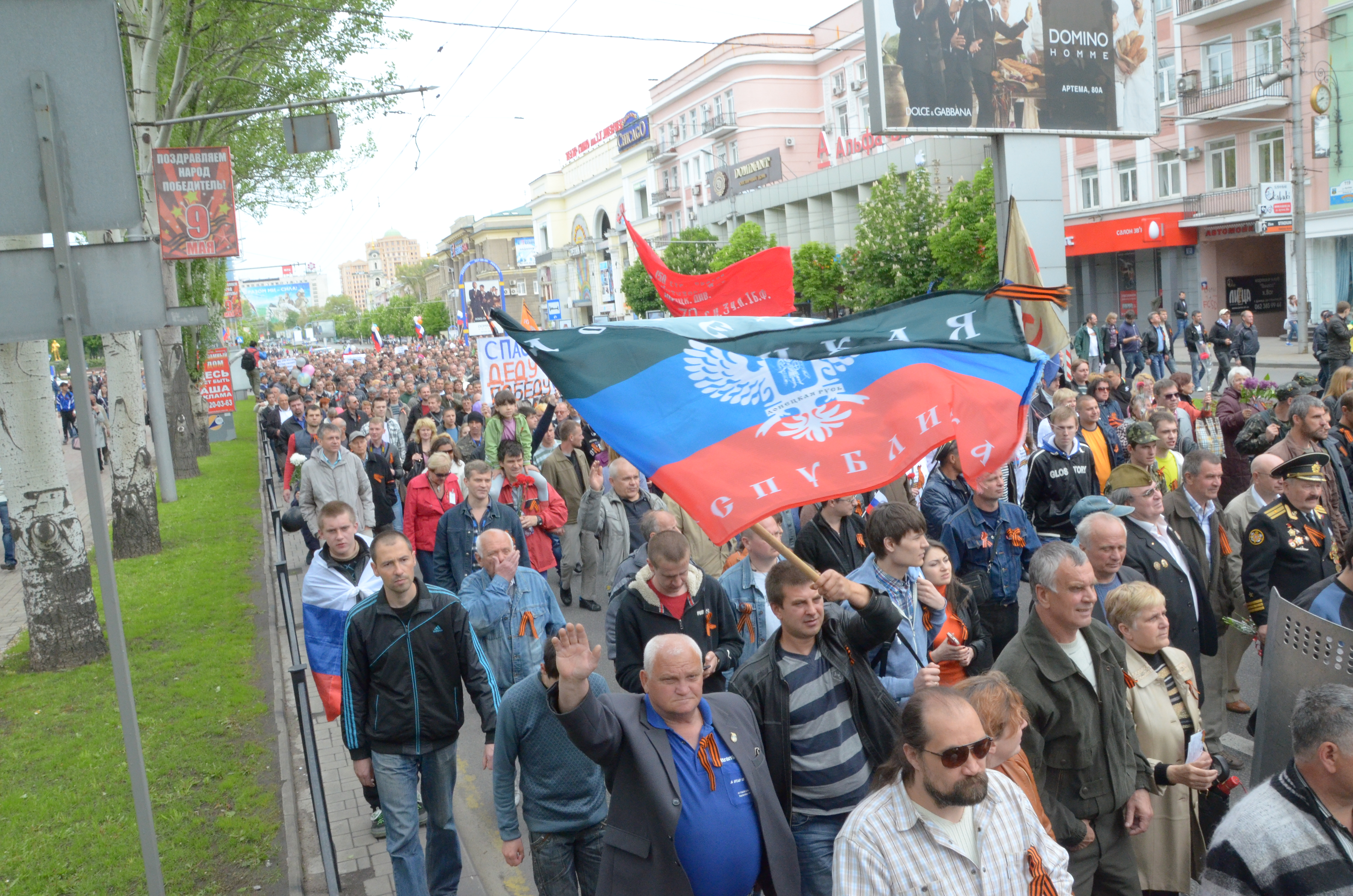
День Победы в Донецке, 9 мая 2014 года

30 апреля Александр Турчинов признал, что украинские власти потеряли контроль над Донецком и частью Донецкой области.
1 мая бойцы народного ополчения Донбасса сначала осадили, а затем взяли штурмом здание областной прокуратуры. Над зданием прокуратуры был водружён флаг ДНР. Под контроль ДНР перешли горотделы милиции в Красноармейске и Родинском.
12 мая в соответствии с результатами состоявшегося 11 мая референдума о самоопределении Донецкой Народной Республики (89,07 % голосов «За») и на основании декларации о независимости от 7 апреля 2014 года была провозглашена суверенная Донецкая Народная Республика. В тот же день сопредседатель временного правительства ДНР Денис Пушилин зачитал воззвание, в котором содержалась просьба к Российской Федерации рассмотреть вопрос о вхождении Донецкой Народной Республики в состав России. В воззвании высшим органом государственной власти ДНР было объявлено Республиканское собрание, которое формирует правительство и Совет безопасности ДНР. Новое государственное образование обязалось соблюдать свободу совести и вероисповедания всех традиционных религиозных конфессий и уважать традиционные точки зрения в сфере религии. Текст документа содержал также положение об отрицании всех форм фашизма, национализма, шовинизма и расовой дискриминации.

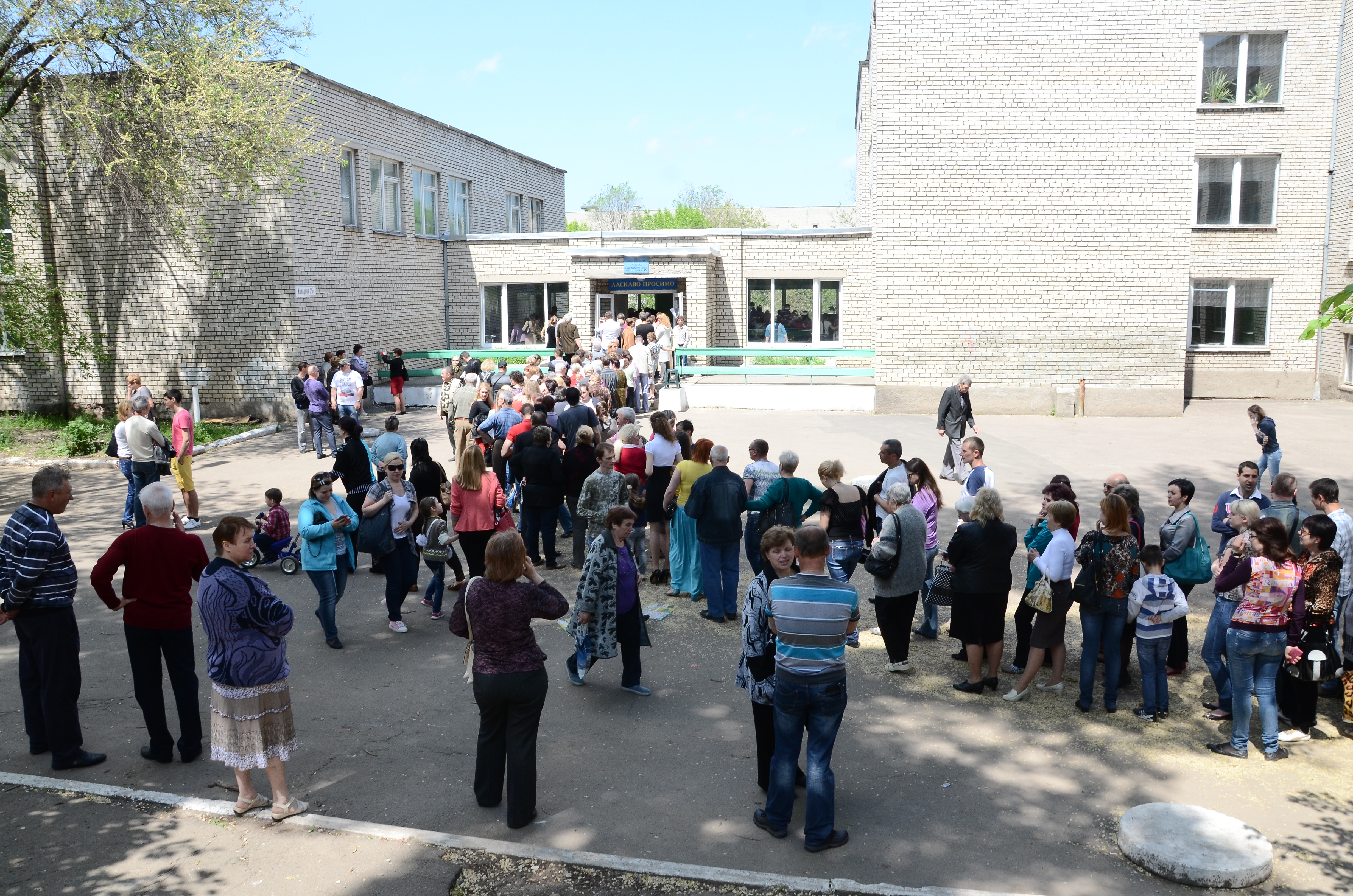
Референдум в Донецке, 11 мая 2014 года

Украинские власти не признали результаты референдумов в Донецке и Луганске. И. о. президента Украины Александр Турчинов заявил, что они не будут иметь никаких юридических последствий. Он заявил, что власти Украины будут вести диалог с теми, «кто не имеет крови на своих руках и готов отстаивать свои цели и убеждения законными средствами».
16 мая на третьей сессии Верховного совета ДНР был избран руководитель правительства ДНР. Им стал российский политолог Александр Бородай. Также была обнародована принятая «народным парламентом» конституция ДНР. Основной закон ДНР, в частности, гарантирует соблюдение «принципа многообразия культур» в ДНР, а также их «равноправное развитие и взаимообогащение». Государственными языками ДНР названы русский и украинский. В конституции указано, что в дальнейшем республика может присоединиться к «другому федеративному государству». Территорией ДНР заявлена территория в границах «бывшей Донецкой области в составе республики Украина».
16 мая Генеральная прокуратура Украины в сотрудничестве со Службой безопасности Украины начала уголовное производство по статье 258-3 УК Украины («Создание террористической организации») в связи с деятельностью ДНР и ЛНР. Первый заместитель генерального прокурора Украины Николай Голомша сообщил, что ДНР и ЛНР являются террористическими организациями, у которых «есть четкая иерархия, финансирование, каналы поставок вооружения».
24 мая Донецкая и Луганская народные республики подписали документ об объединении в конфедерацию Новороссия.
В ночь с 25 на 26 мая (в период выборов нового президента Украины) вооружёнными сепаратистами была осуществлена попытка захвата Донецкого международного аэропорта. Целью операции было установление контроля над диспетчерской вышкой и взлётно-посадочной полосой, чтобы прекратить переброску по воздуху войск и грузов военного назначения для украинских силовиков. В операции, планированием и руководством которой занимался командир батальона «Восток» Александр Ходаковский, был задействован переданный в его подчинение сводный отряд российских и украинских добровольцев, прибывший в Донецк из Ростовской области 25 мая. В ходе операции сепаратисты понесли серьёзные потери — более 50 человек убитыми. В результате ВСУ сохранили контроль над аэропортом. Сепаратисты тем не менее закрепились на подступах к аэропорту.
В начале лета развернулись бои между украинскими силами и сепаратистами за контроль над российско-украинской границей. К 5 июня сепаратистам удалось захватить ряд украинских погранпунктов. К 13 июня сепаратисты были выбиты из Мариуполя, была предпринята операция по изоляции «народных республик» от России. 5 июля к украинским силовикам перешёл контроль над Славянском, а 6 июля украинские флаги были подняты над Дружковкой и Артёмовском.
17 июля в районе боевых действий на востоке Донецкой области (недалеко от Тореза) был сбит пассажирский самолёт авиакомпании Malaysia Airlines, выполнявший рейс из Амстердама в Куала-Лумпур. 22 июля силы ДНР отступили из Северодонецка, Лисичанска, Кировска и Попасной. На две недели был утерян контроль над Саур-Могилой.
В середине лета сепаратисты предприняли ряд успешных контрнаступлений; так, в результате боёв за Саур-Могилу и ракетной атаки под Зеленопольем украинские силы попали в Южный котёл. Вооружённые формирования ДНР и ЛНР окружили группировку ВСУ, пытавшуюся взять под контроль границу с РФ, — подразделения 24-й и 72-й отдельных механизированных бригад, 79-й отдельной аэромобильной бригады и отряд пограничников. 7—8 августа части окружённых войск удалось вырваться из котла, а оставшиеся были уничтожены либо сдались в плен. Трофеями формирований ДНР и ЛНР стали около 150 единиц военной техники и артиллерийских орудий, значительная часть которых требовала ремонта.
10 августа начались бои за Иловайск, позже закончившиеся окружением и уничтожением крупной группы украинских сил.

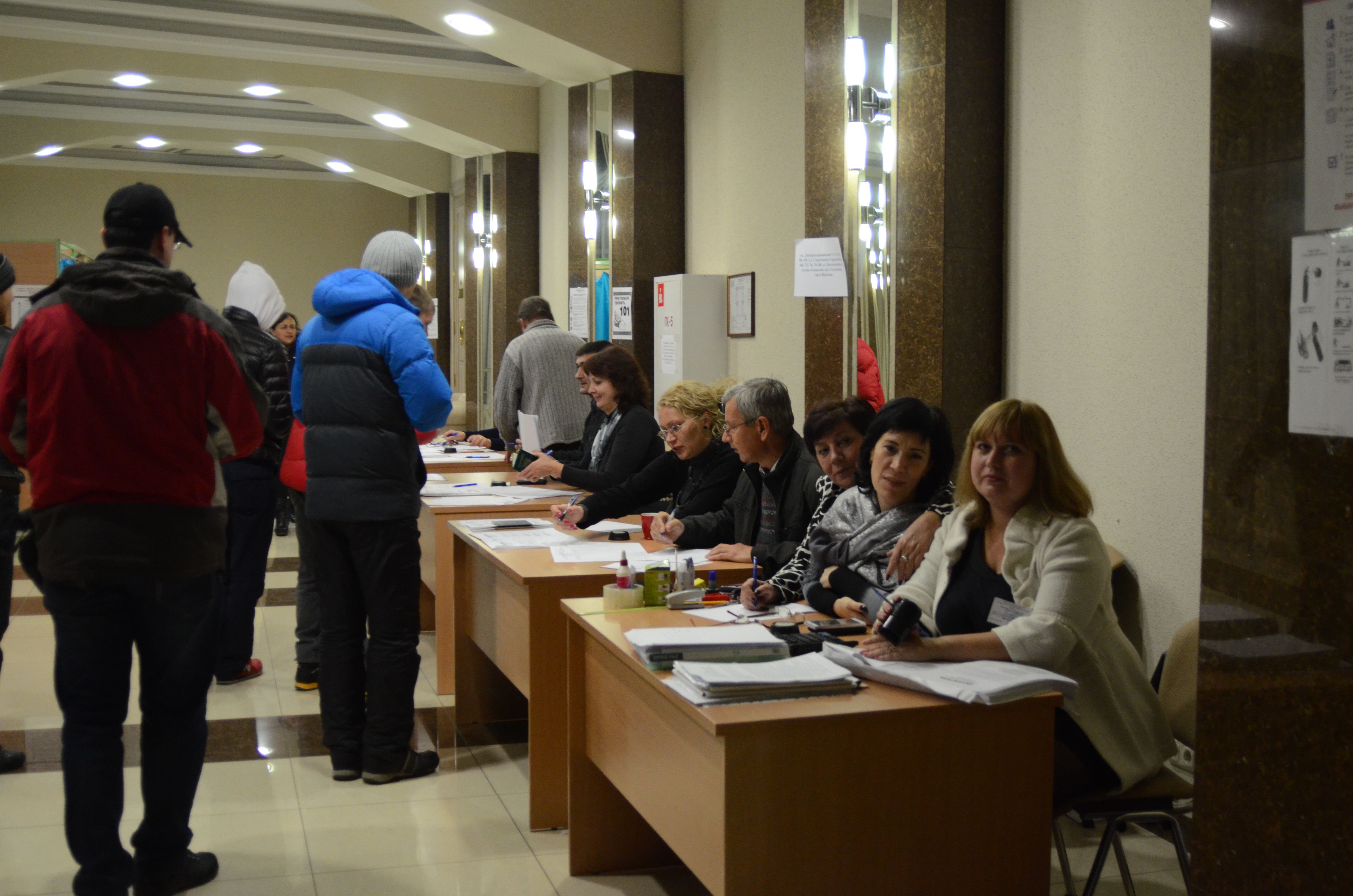
Всеобщие выборы в Донецкой Народной Республике, 4 ноября 2014 года

24 августа сепаратисты предприняли крупное наступление на юге Донбасса и вышли к Азовскому морю. 28 августа они смогли взять под свой контроль Новоазовск, а также ряд населённых пунктов Новоазовского, Старобешевского, Амвросиевского районов.
5 сентября в Минске в результате переговоров было достигнуто соглашение о прекращении огня.
16 сентября Верховная рада приняла два законопроекта, предложенных Президентом Петром Порошенко: «Об особом порядке самоуправления отдельных районов Донбасса» и «О недопущении преследования и наказания участников событий на территории Донецкой и Луганской области». В пояснении к закону об амнистии было указано, что она распространяется на участвовавших в боях на востоке (за исключением подозреваемых и обвиняемых в тяжких преступлениях и причастных к крушению малайзийского самолёта), которые в течение месяца с момента вступления в действие закона сложат оружие и освободят заложников. Закон об особом статусе предусматривает особый порядок управления на 3 года, содействие использованию русского языка, восстановление промышленных объектов и инфраструктуры, трансграничное сотрудничество в указанных районах с РФ, создание народной милиции из местных жителей.
24 октября Верховный совет Донецкой Народной Республики принял постановление «О переходе на донецкое время», согласно которому на территории ДНР круглогодично устанавливалось время UTC+3. После изменения 26 октября 2014 года московского времени с UTC+4 на UTC+3 и сезонного перевода часов согласно киевскому времени время в ДНР стало совпадать с московским временем и на один час опережать киевское время зимой (согласно киевскому времени, зимой используется UTC+2, летом — UTC+3).
4 ноября в ДНР, одновременно с ЛНР, прошли всеобщие выборы. Главой ДНР был избран Александр Захарченко. Депутатские места в Народном совете (ставшем правопреемником Верховного совета ДНР, который ранее своим решением самораспустился и назначил новые выборы) распределились между «Донецкой республикой» (68,35 % от числа действительных бюллетеней) и «Свободным Донбассом» (31,65 % от числа действительных бюллетеней). Народный совет был избран сроком на четыре года в количестве 100 депутатов, из них «Донецкая республика» получила 68 депутатских мандатов, «Свободный Донбасс» — 32 мандата.
В результате начатой Россией военной агрессии в 2014 году 2 миллиона жителей Донецкой и Луганской областей вынуждены были покинуть свое место проживания как беженцы.

### 2015 год
4 февраля депутаты парламента ДНР провозгласили республику государством — преемником Донецко-Криворожской Республики.
11-12 февраля на саммите в Минске лидеры «Нормандской четвёрки» (Германии, Франции, Украины и России) приняли Декларацию в поддержку Комплекса мер по выполнению Минских соглашений, принятого Контактной группой по урегулированию ситуации на Украине. Комплекс мер по выполнению Минских соглашений предусматривал «незамедлительное и всеобъемлющее прекращение огня в отдельных районах Донецкой и Луганской областей Украины и его строгое выполнение», отвод тяжёлых вооружений обеими сторонами в целях создания зоны безопасности, а также мониторинг и верификацию ОБСЕ режима прекращения огня и отвода тяжёлого вооружения с применением всех необходимых технических систем. Новое соглашение было подписано контактной группой, состоящей из представителей Украины, России, ОБСЕ и непризнанных Донецкой и Луганской народных республик. Позднее минские договорённости были одобрены специальной резолюцией Совета Безопасности ООН.
При подписании Комплекса мер по выполнению Минских соглашений предполагалось, что он должен быть выполнен в течение 2015 года, однако за четыре года, прошедшие с даты подписания минских соглашений, фактически ни один их пункт не был выполнен. Россия обвиняет Украину в саботировании политической части минских договорённостей (предусматривающей принятие на постоянной основе особого статуса ДНР и ЛНР, закрепление его в Конституции Украины, проведение амнистии и организацию местных выборов), настаивая на том, что только после выполнения этих и ряда других пунктов соглашения может быть восстановлен контроль правительства Украины над всей российско-украинской границей. Украина заявляет о приоритетной необходимости устойчивого прекращения огня, а также установления международного контроля над границей между непризнанными республиками и Россией как ключевого условия, способствующего возвращению этих территорий в состав украинского государства.
18 мая 2015 года были приостановлены на неопределённый срок действия соглашения о конфедерации. В тот же день министр иностранных дел ДНР Александр Кофман заявил, что «проект Новороссия» закрыт на неопределённое время. Аналогичное заявление сделал спикер парламента Новороссии Олег Царёв, уточнив, что проект «заморожен» в связи с тем, что создание Новороссии не предусматривается минскими соглашениями, подписанными руководством ДНР и ЛНР с Украиной, но может быть возобновлён, «если Киев нарушит объявленное перемирие, если возникнет эскалация военных действий».

### 2016 год
16 марта в ДНР приступили к выдаче собственных паспортов.

### 2017 год
27 февраля руководитель ДНР Александр Захарченко на фоне продолжающейся торговой блокады ДНР и ЛНР со стороны Украины и подготовки к введению на украинских предприятиях на территории ДНР и ЛНР внешнего управления издал указ о присвоении существующей линии разграничения в Донбассе статуса государственной границы ДНР.
13 марта указ был опубликован на сайте министерства госбезопасности ДНР. Указом запрещается «перемещение физических лиц вне пунктов пограничного контроля Службы пограничной охраны министерства государственной безопасности ДНР». При перемещении через линию соприкосновения физические лица обязаны проходить регистрацию в пунктах пограничного контроля. В МГБ ДНР заявили, что впредь все попытки незаконно пересечь линию соприкосновения «будут квалифицироваться в соответствии с Уголовным кодексом ДНР».
Ранее в ДНР были утверждены собственные государственные атрибуты — герб, флаг, государственные награды. 1 марта стало известно о введении в ДНР уголовной ответственности за искажённое исполнение гимна республики.
29 декабря парламент ДНР принял изменения в Конституцию, которые увеличили до пяти лет срок полномочий главы республики и депутатов. Изменения начнут действовать после следующих выборов. По действующей Конституции глава ДНР и депутаты избирались на четыре года.

### 2018 год
31 августа в результате взрыва в Донецке погиб глава Донецкой Народной Республики Александр Захарченко. Временно исполняющим обязанности главы ДНР стал заместитель председателя Совета министров республики (вице-премьер) Дмитрий Трапезников. После гибели Захарченко разрозненные вооружённые формирования были насильно интегрированы или в "1-й армейский корпус", по-видимому под командованием офицеров РФ, или в МВД / МГБ ДНР, которые, как считалось, контролировались ФСБ РФ. Контроль над экономикой был передан новому "премьер-министру" Александру Ананченко, со связями в российском Внешторгсервисе - финансовом и правовом посреднике между РФ и "ДНР/ЛНР". 7 сентября Трапезникова сменил на должности главы ДНР председатель Народного совета ДНР Денис Пушилин. В тот же день Пушилин назначил новый состав правительства.
11 ноября в Донбассе прошли выборы глав и депутатов Донецкой и Луганской народных республик. Как и ожидалось, победу одержали главы ДНР и ЛНР Денис Пушилин и Леонид Пасечник. На парламентских выборах люди отдавали свои голоса проправительственным организациям «Донецкая республика» и «Мир Луганщине».
Денис Пушилин получил 60,85 % голосов; Роман Храменков — 14,2 %, Елена Шишкина — 9,3 %, Роман Евстифеев — 7,75 %, Владимир Медведев — 6,5 %. Возглавляемое Пушилиным движение «Донецкая республика» прошло в Народный совет (парламент) с 72,5 % голосов. «Свободный Донбасс» получил 26,0 %.
1 декабря Народный совет ДНР утвердил нового премьер-министра (ранее должность совмещалась с должностью Главы республики). Им стал исполняющий обязанности зампредседателя совета министров Александр Ананченко.

### 2019 год
24 апреля президент России Владимир Путин подписал указ, позволяющий жителям ряда районов юго-восточных регионов Украины получить гражданство РФ в упрощённом порядке. Указ устанавливает, что «лица, постоянно проживающие на территориях отдельных районов Донецкой и Луганской областей Украины, имеют право обратиться с заявлениями о приёме в гражданство Российской Федерации в упрощённом порядке».
В начале мая упрощённый порядок выдачи российских документов жителям непризнанных республик Донбасса начал действовать. В Донецке и Луганске официально открылись центры приёма документов, а в Ростовской области — центры выдачи, куда новые граждане России будут приезжать за готовыми паспортами. Пункты выдачи паспортов РФ открыты в Новошахтинске (для жителей ЛНР) и в селе Покровском Неклиновского района Ростовской области (для жителей ДНР). Для получения российского гражданства нет необходимости отказываться от украинского. Приём заявлений осуществляется через уполномоченных лиц ДНР и ЛНР. Предположительный срок рассмотрения заявления — до трёх месяцев. При положительном решении о приобретении гражданства паспорта гражданина РФ будут выдаваться в Ростовской области.
29 ноября Народный совет ДНР принял закон о государственной границе республики: документ формально «подтверждает» территориальную претензию на всю Донецкую область (включая «территории, временно находящиеся под контролем государства Украина»), но «до урегулирования отношений» с Украиной функции границы будет выполнять линия соприкосновения.
2 декабря в пресс-службе Народного совета сообщили, что глава ДНР Денис Пушилин предложил внести изменения в Конституцию страны, касающиеся лишения украинского языка статуса государственного и установления русского языка как единственного государственного в ДНР в связи с «интенсивным интеграционным процессом ДНР с Российской Федерацией». Денис Пушилин также внёс законопроект, предполагающий изменения в законе «Об образовании». В частности, предлагается сохранение нормы об обязательном изучении русского языка как государственного, тогда как украинский будет преподаваться с учётом пожеланий родителей и возможностей образовательной организации.

### 2022 год
С 23 по 27 сентября на оккупированной Россией части Донецкой области с целью аннексии был проведён сфальсифицированный референдум.
30 сентября Владимир Путин подписал договоры о присоединении, утверждающие, что Донецкая (ДНР), Луганская (ЛНР), Запорожская и Херсонская области Украины теперь являются частью РФ.
2 октября Конституционный суд РФ утвердил эти договоры об аннексии. 4 октября Путин подписал федеральные законы, ратифицирующие «договоры о принятии в Российскую Федерацию» оккупированных территорий Украины, включая ДНР. По мнению юристов, аннексия прошла с нарушением российского и международного права.

## Государственное устройство

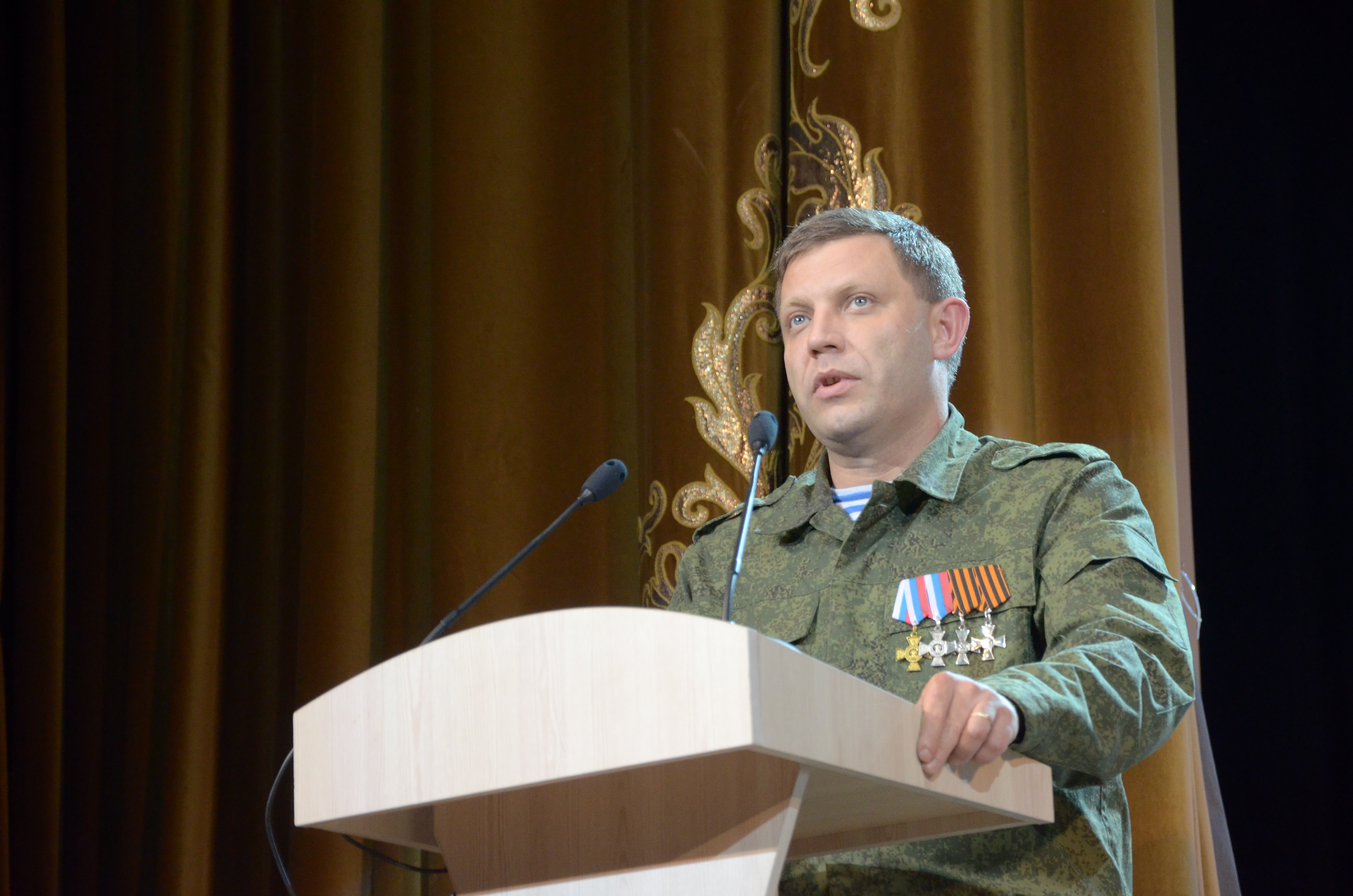
Глава ДНР (2014—2018) Александр Захарченко, Донецк, 27 декабря 2014 rода

Формальные экономические и политические институты ДНР слабы. Её неформальные структуры намного сильнее, чем формальные институты, и контролируются Россией. Россия выступает как государство-спонсор и обеспечивает безопасность и финансовую поддержку в обмен на лояльность и поддержку её национальных интересов. ДНР получает безопасность и поддержку в различных формах от своего государства-спонсора — России.
Политическая система ДНР примечательна специальным неформальным институтом кураторов, которые представляют в ДНР государство-спонсор (Россию).
Высшим должностным лицом и руководителем исполнительной власти является глава Донецкой народной республики. 11 ноября 2018 года на этот пост был избран Денис Пушилин. Глава ДНР избирается на пять лет тайным голосованием на всеобщих прямых выборах; один и тот же человек не может занимать этот пост более двух сроков подряд. Глава ДНР формирует правительство, в которое входят министры (возглавляют министерства) и главы ведомств, не имеющие министерской должности, но официально приравниваемые к министрам по статусу. Количественный состав и структура правительства не регламентированы законодательно и определяются главой республики.
Высшим органом законодательной власти является Народный Совет Донецкой Народной Республики (до ноября 2014 года носил название Верховный Совет; также использовалось название Республиканское Собрание). В настоящее время председателем Народного Совета является Владимир Бидёвка.
Депутаты Народного Совета избираются на пятилетний срок в ходе прямых всеобщих парламентских выборов, проводимых по пропорциональной системе в многомандатных округах. Количественный состав Совета, регламентируемый действующим законодательством, — 100 человек.
В ДНР официально зарегистрирована только одна политическая партия — Коммунистическая партия Донецкой народной республики. Она получила свидетельство о регистрации в октябре 2014 года, когда её лидер Б. А. Литвинов руководил Народным советом ДНР. Однако в ноябре 2014 года Компартии запретили участвовать в выборах в Народный совет ДНР, из-за чего три коммуниста, в том числе сам Литвинов, вступили в общественную организацию «Донецкая республика» при поддержке российской КПРФ и уже от неё были избраны депутатами Народного совета. Отношение к коммунистам со стороны руководства ДНР настороженное. В мае 2016 года всех депутатов-коммунистов лишили мандатов в связи с утратой доверия.
Функции зарегистрированных политических партий в ДНР выполняют общественные организации. Наиболее крупными из них являются две — «Донецкая республика», которое после гибели Александра Захарченко возглавляет Денис Пушилин, и «Свободный Донбасс» (Павел Губарев). Только они имеют право выдвигать кандидатов в депутаты Народного совета. Кроме них, в ДНР действует Союз левых сил Донбасса.
Высшая судебная власть принадлежит Верховному суду Донецкой Народной Республики. В его ведении находятся системы уголовного, гражданского и административного правосудия, он является высшей апелляционной инстанцией по соответствующим делам. 17 августа 2014 года Президиум Совета министров ДНР принял два постановления: Об утверждении «Положения о военных судах Донецкой Народной Республики» и «Об утверждении Уголовного кодекса Донецкой Народной Республики»; в основе последнего лежит нормативная база Российской Федерации. В принятом документе в качестве одной из мер наказания за посягательство на убийство, а также за «отдельные преступления, совершённые в военное время или в боевой обстановке», указана смертная казнь. 20 ноября 2014 года власти ДНР ввели институт военно-полевых судов, которые и ранее действовали на территории этого самообразования. Теперь они будут действовать в районах военных действий и в районах, находящихся на военном положении; в юрисдикцию военно-полевых судов вошли следующие преступления: неподчинение приказу командира, убийство, государственная измена, шпионаж, диверсия, умышленное уничтожение имущества, мародёрство, разбой, грабёж, хищение и повреждение военного имущества, уклонение от военной службы и дезертирство. 12 июля 2022 года глава ДНР Денис Пушилин подписал указ об отмене моратория на смертную казнь.

### Государственная символика
Государственная символика ДНР регламентируется конституцией и действующим законодательством.
Флаг ДНР представляет собой прямоугольное полотнище с пропорциями 3:2, разделённое на три равновеликие горизонтальные полосы: верхнюю — чёрную, среднюю — синюю и нижнюю — красную. По центру флага, на всех его полосах, располагается герб ДНР: серебряный двуглавый орёл, на груди орла в червлёном щите — Архистратиг Михаил в серебряном вооружении и чёрной приволоке (мантии). Сверху на полотнище размещена надпись «ДОНЕЦКАЯ НАРОДНАЯ», снизу — «РЕСПУБЛИКА». С 27 февраля 2018 флаг ДНР представляет собой чёрно-сине-красный триколор без дополнительных надписей и герба.
В качестве гимна в 2014 году неофициально использовалась песня «Вставай, Донбасс». С февраля 2017 года официально используется песня «Великий Донбасс, честь и гордость народа», основанный на гимнах СССР и России.
|      |      |
| Флаг | Герб |

### Государственные награды
Систему государственных наград Донецкой Народной Республики составляют:
1. звание Героя Донецкой Народной Республики;
2. ордена Донецкой Народной Республики;
3. медали Донецкой Народной Республики:
4. медаль «За трудовую доблесть»;
5. знаки отличия Донецкой Народной Республики;
6. звание «Почётный гражданин Донецкой Народной Республики»;
7. почётные звания Донецкой Народной Республики.

### Тоталитаризм
После почти 8 лет существования ДНР и соседняя ЛНР характеризуются[кем?] как превратившиеся в тоталитарные, похожие на Северную Корею государственные образования. Отмечаются сложности въезда в ДНР для иностранцев и граждан Украины. Секретные службы и «лояльные» граждане осуществляют слежку за высказываниями, телефонными разговорами и текстовыми сообщениями. Несогласные или бизнесмены, которые отказались «жертвовать» на «нужды Народной Республики», были брошены «на подвал», другими словами заключены в импровизированные концентрационные лагеря, без суда. По словам правозащитных групп и свидетелей, тысячи подвергались пыткам и жестокому обращению в «подвалах». По мнению правозащитника, нарушения прав человека делают Донецк и Луганск намного хуже, чем сегодняшняя Россия. По словам официального лица Норвежского Хельсинкского комитета, «можно сказать, что политические репрессии в России вдвойне ощущаются в Донецке и Луганске и других районах, фактически находящихся под контролем путинского режима». Республики направляют насильственные действия своих правоохранительных органов на украиноязычных, сторонников украинского правительства, проукраинских жителей.

## Вооружённые силы

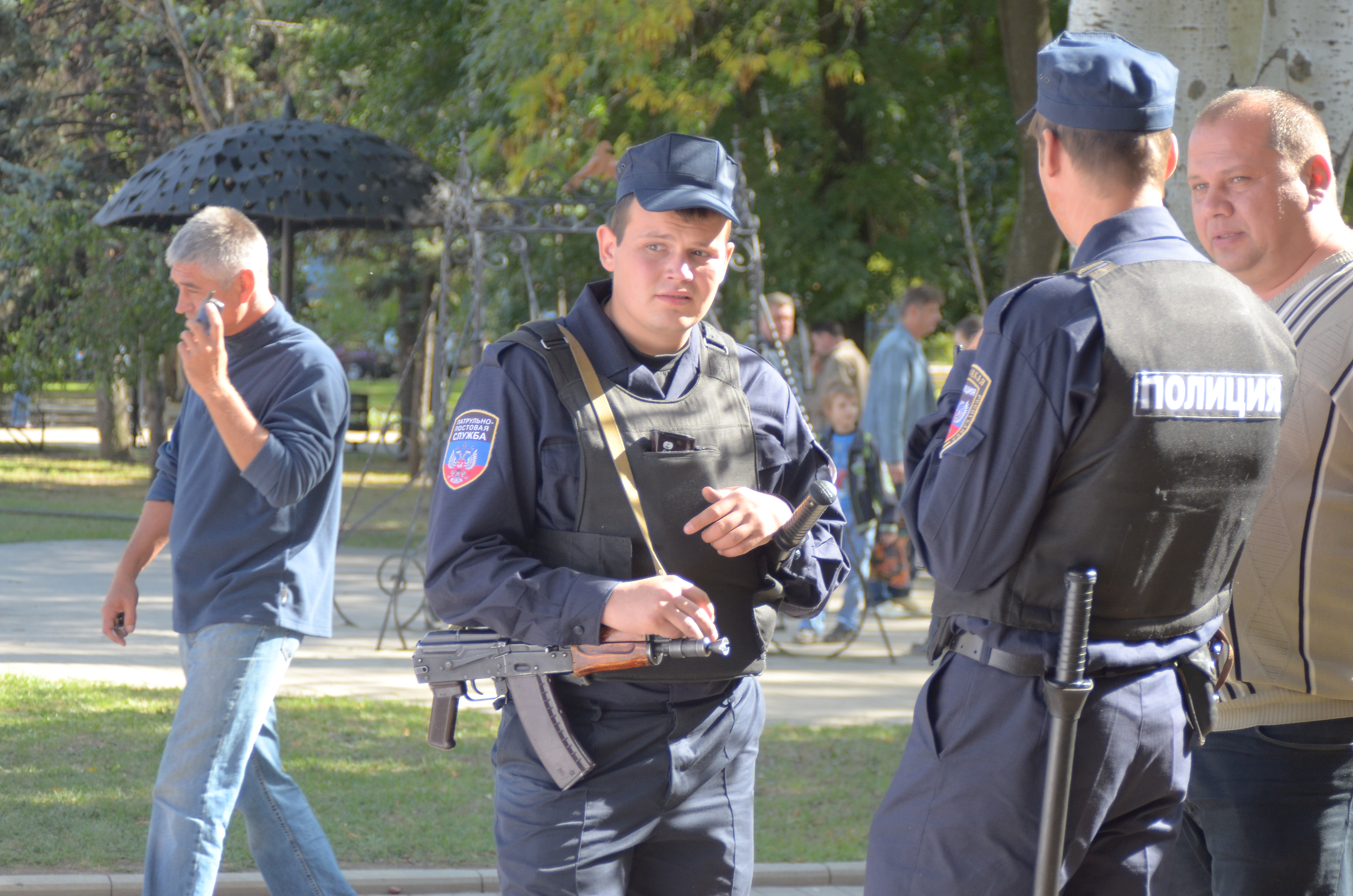
Сотрудники полиции ДНР

10 апреля 2014 года председатель «временного правительства» ДНР Денис Пушилин объявил на брифинге о начале формирования собственной «народной армии» «для защиты народа и территориальной целостности республики». Первым её командующим стал Игорь Хакимзянов; было предложено вступать в «народную армию» бывшим и действующим офицерам и активистам «сил самообороны», созданных митингующими.
26 апреля 2014 года руководство республики приняло решение подчинить все отряды самообороны в Донбассе сепаратистам в Славянске. Силовой блок перешёл под командование руководителя Народного ополчения Донбасса Игоря Стрелкова.
17 мая 2014 года Игорь Стрелков в своём видеообращении на YouTube пожаловался на нехватку добровольцев и нежелание жителей области защищать ДНР. Также он сообщил о своём решении принимать женщин в ряды сопротивления и об отказе выдавать оружие не желающим принимать участие в боевых действиях в Славянске. Стрелков сообщил, что из 4,5 млн жителей Донецкой области не набралось ни тысячи добровольцев, ни 20 профессиональных военных для командования формируемыми частями.
9 июля 2014 года Игорь Стрелков в эфире местного донецкого телевидения объявил о создании республиканской контрактной армии, за службу в которой будут платить от пяти до восьми тысяч гривен в месяц.
15 августа 2014 года председатель Совета министров ДНР А. Захарченко, выступая на заседании Верховного совета ДНР, сообщил о вводе в армию Новороссии «в самый ответственный момент» резервов в виде 30 танков и 120 бронемашин, а также 1200 единиц личного состава, проходивших, по его словам, в течение 4 месяцев подготовку на территории Российской Федерации. Однако различные СМИ вольно трактовали эти его слова как заявление о получении военной помощи из России. 17 августа 2014 года пресс-секретарь президента РФ Дмитрий Песков отверг растиражированное СМИ «заявление Александра Захарченко о получении ДНР военной техники из России»: «Мы неоднократно говорили, что никакая техника туда не поставляется».
28 августа 2014 года в эфире канала «Россия-24» Захарченко признал, что на стороне сепаратистов, в числе добровольцев из России (общая численность которых составила, по его словам, три-четыре тысячи человек), воюют не только бывшие кадровые военные, но и действующие российские военные, которые, по его словам, «предпочли провести отпуск не на пляже, а среди нас, среди братьев, которые сражаются за свою свободу». Источник газеты «Коммерсантъ» в Минобороны РФ назвал заявление Захарченко «ошибкой».

## Административно-территориальное деление
| Герб | Флаг | Район или город областного значения | Площадь, км² | Население на 01.01.2002, чел. | Население на 01.01.2014, чел. | Городское население на 01.01.2014, чел. | Городское население на 01.01.2014, % | Плотность населения на 01.01.2014, чел. на км² |
| ---- | ---- | ----------------------------------- | ------------ | ----------------------------- | ----------------------------- | --------------------------------------- | ------------------------------------ | ---------------------------------------------- |
|      |      | Донецкий горсовет                   | 570,7        | 1 024 678                     | 965 828                       | 964 262                                 | 99,8 %                               | 1692                                           |
|      |      | Горловский горсовет                 | 418,5        | 312 113                       | 274 555                       | 272 602                                 | 99,3 %                               | 656                                            |
|      |      | Дебальцевский горсовет              | 15,6         | 30 806                        | 25 525                        | 25 525                                  | 100,0 %                              | 1638                                           |
|      |      | Докучаевский горсовет               | 119,0        | 25 024                        | 24 425                        | 23 641                                  | 96,8 %                               | 205                                            |
|      |      | Енакиевский горсовет                | 425,2        | 162 778                       | 127 669                       | 124 441                                 | 97,5 %                               | 300                                            |
|      |      | Ждановский горсовет                 | 2,0          | 14 375                        | 13 142                        | 13 047                                  | 99,3 %                               | 6506                                           |
|      |      | Кировский горсовет                  | 7,3          | 31 041                        | 28 155                        | 28 155                                  | 100,0 %                              | 3883                                           |
|      |      | Макеевский горсовет                 | 425,7        | 431 023                       | 389 879                       | 388 836                                 | 99,7 %                               | 916                                            |
|      |      | Снежнянский горсовет                | 188,8        | 83 046                        | 69 979                        | 69 232                                  | 98,9 %                               | 371                                            |
|      |      | Торезский горсовет                  | 104,8        | 96 026                        | 80 048                        | 80 048                                  | 100,0 %                              | 764                                            |
|      |      | Харцызский горсовет                 | 206,9        | 113 685                       | 103 226                       | 102 314                                 | 99,1 %                               | 499                                            |
|      |      | Шахтёрский горсовет                 | 51,0         | 72 711                        | 60 318                        | 58 497                                  | 97,0 %                               | 1183                                           |
|      |      | Ясиноватский горсовет               | 19,2         | 36 903                        | 35 701                        | 35 701                                  | 100,0 %                              | 1860                                           |
|      |      | Амвросиевский район                 | 1443,8       | 54 939                        | 45 039                        | 23 691                                  | 52,6 %                               | 31                                             |
|      |      | Артёмовский (Бахмутский) район      | 168,8        | 1390                          | 1117                          | 0                                       | 0,0 %                                | 7                                              |
|      |      | Волновахский район                  | 128,7        | 6844                          | 6380                          | 4635                                    | 72,6 %                               | 50                                             |
|      |      | Марьинский район                    | 103,0        | 11 787                        | 11 505                        | 9624                                    | 83,7 %                               | 112                                            |
|      |      | Новоазовский район                  | 771,1        | 31 381                        | 28 799                        | 14 421                                  | 50,1 %                               | 37                                             |
|      |      | Старобешевский район                | 1262,2       | 55 952                        | 50 336                        | 27 162                                  | 54,0 %                               | 40                                             |
|      |      | Тельмановский район                 | 853,7        | 17 902                        | 14 794                        | 4472                                    | 30,2 %                               | 17                                             |
|      |      | Шахтёрский район                    | 1142,4       | 24 262                        | 19 483                        | 0                                       | 0,0 %                                | 17                                             |
|      |      | Ясиноватский район                  | 110,7        | 4999                          | 4573                          | 0                                       | 0,0 %                                | 41                                             |
|      |      | все территории ДНР                  | 8538,9       | 2 643 565                     | 2 380 386                     | 2 270 216                               | 95,4 %                               | 279                                            |
|      |      | в том числе города обл.значения     | 2554,5       | 2 434 109                     | 2 198 360                     | 2 186 211                               | 99,4 %                               | 861                                            |
|      |      | в том числе районы                  | 5984,4       | 209 456                       | 182 026                       | 84 005                                  | 46,2 %                               | 30                                             |

Согласно Конституции ДНР, её административно-территориальными единицами являлись районы и города республиканского подчинения.

Карта Донецкой и Луганской Народных Республик по состоянию на 30 января 2017 года

ДНР подразделялось на 5 районов и 13 городов республиканского подчинения: Амвросиевский район, Новоазовский район, Старобешевский район, Тельмановский район, Шахтёрский район, Донецкий городской совет, Дебальцевский городской совет, Докучаевский городской совет, Горловский городской совет, Енакиевский городской совет, Ждановский городской совет, Кировский городской совет, Макеевский городской совет, Снежнянский городской совет, Торезский городской совет, Шахтёрский городской совет, Ясиноватский городской совет и Харцызский городской совет.
12 марта 2022 года был опубликован указ главы ДНР о применении на территориях Донецкой Народной Республики, над которыми до 24 февраля 2022 года Украина осуществляла контроль, административно-территориального деления и названий, соответствующих административно-территориальному делению Донецкой области Украины по состоянию на 11 мая 2014 года.

## Физико-географические характеристики
Донецкая область, в пределах которой была провозглашена Донецкая Народная Республика, на юго-западе и западе граничит с Днепропетровской и Запорожской областями, на северо-западе — с Харьковской областью, на северо-востоке — с Луганской областью (включая территорию ЛНР) Украины, на юго-востоке — с Ростовской областью России, а с юга омывается Азовским морем. Западная часть Донецкой области, заявленная ДНР как её территория, контролируется Украиной. По состоянию на январь 2022 года ДНР контролировала около трети площади Донецкой области.

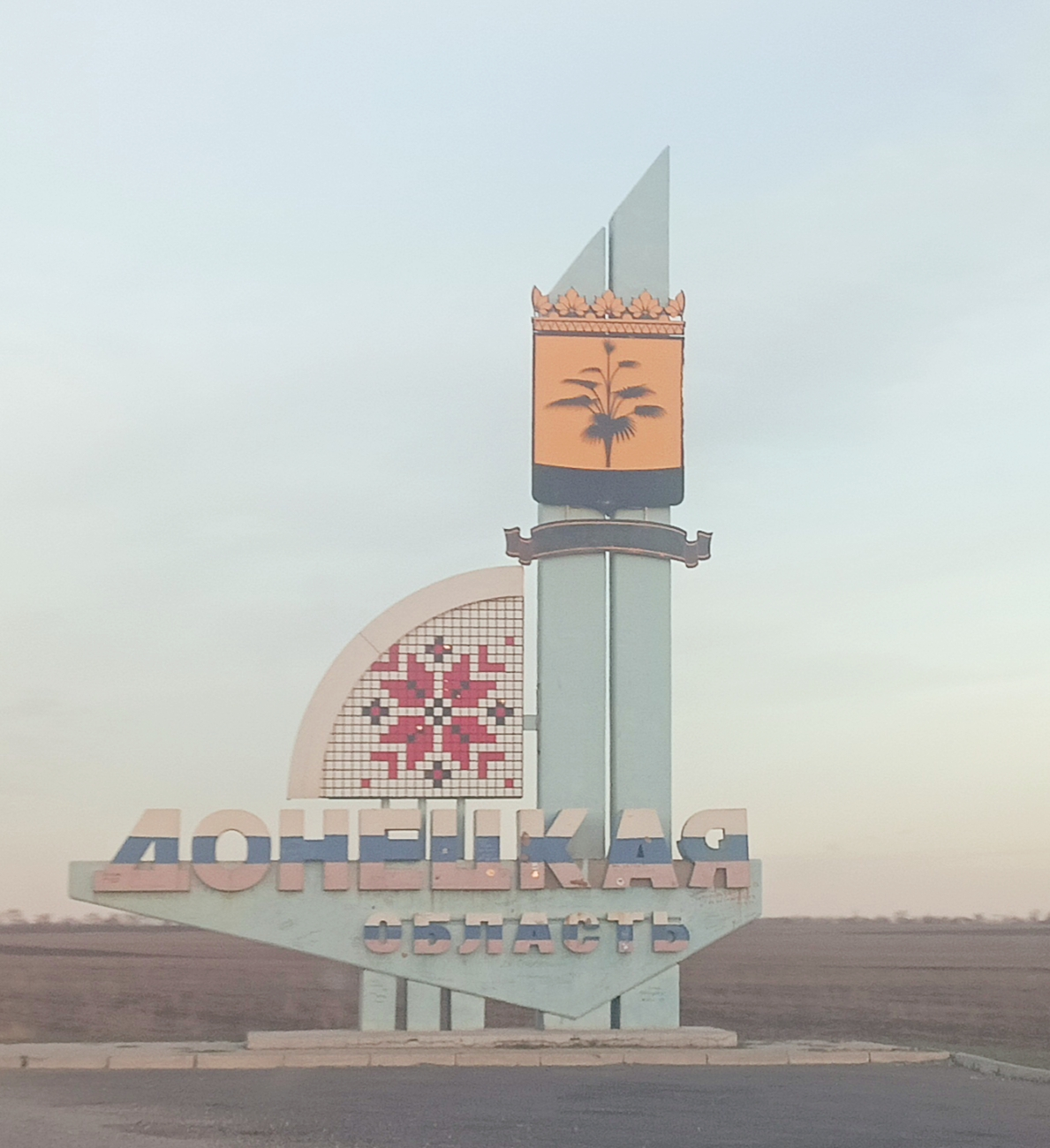
Стела на границе с Запорожской областью во время российской оккупации

Рельеф местности представляет собой холмистую равнину, расчленённую речными долинами. Средняя высота над уровнем моря — 140 м. Полезные ископаемые: уголь, известняки, гипс, глины, стекольный песок, гравий.
Климат умеренно континентальный. Зима мягкая, короткая, лето жаркое, продолжительное. Средняя температура января −4 °C, июля +21 °C. Абсолютный минимум −36 °C, максимум +42 °C. Среднее годовое количество осадков колеблется в пределах 380—550 мм.

## Население

### Численность
По данным Главного управления статистики ДНР, по состоянию на 1 сентября 2020 года на подконтрольной ДНР территории проживает 2 244 547 постоянных жителей (2 253 560 человек наличного населения).

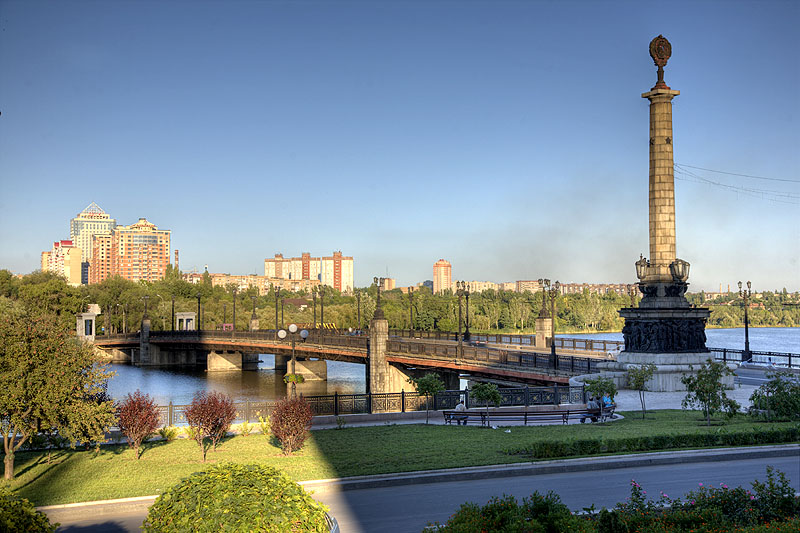
Донецк — столица и крупнейший город ДНР с населением более 900 тысяч человек

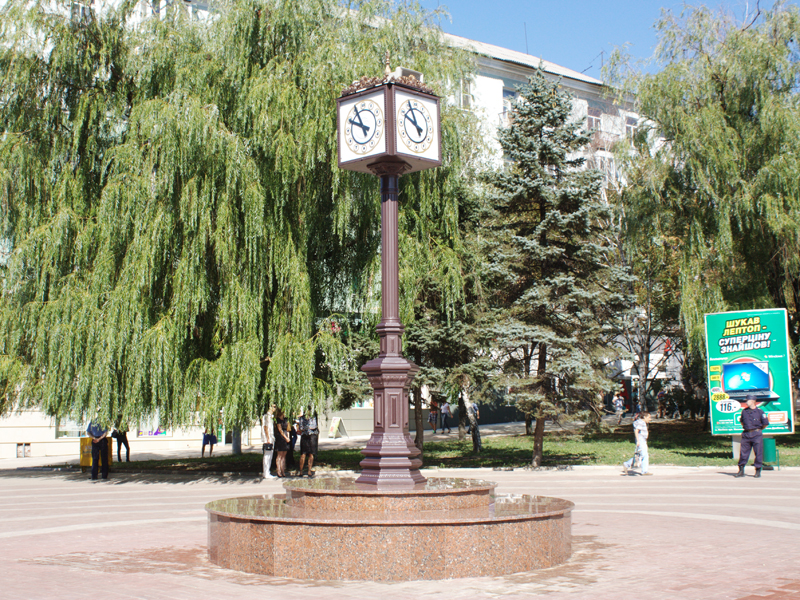
Музыкальные часы возле Центрального универмага Макеевки

Население районов и горсоветов ДНР (по состоянию на 1 июня 2017 года)
| горсовет/район        | население наличное, чел. | население постоянное, чел. |
| --------------------- | ------------------------ | -------------------------- |
| Донецк (горсовет)     | 952793                   | 944082                     |
| Горловка (горсовет)   | 264216                   | 262041                     |
| Дебальцево (горсовет) | 25607                    | 26180                      |
| Докучаевск (горсовет) | 23760                    | 23543                      |
| Енакиево (горсовет)   | 121080                   | 122398                     |
| Ждановка (горсовет)   | 12796                    | 12390                      |
| Кировское (горсовет)  | 27579                    | 27700                      |
| Макеевка (горсовет)   | 376690                   | 375169                     |
| Снежное (горсовет)    | 67040                    | 67513                      |
| Торез (горсовет)      | 76501                    | 76954                      |
| Харцызск (горсовет)   | 99348                    | 99024                      |
| Шахтёрск (горсовет)   | 57979                    | 59096                      |
| Ясиноватая (горсовет) | 44118                    | 43504                      |
| Амвросиевский район   | 43187                    | 43098                      |
| Новоазовский район    | 29227                    | 29291                      |
| Старобешевский район  | 48399                    | 48361                      |
| Тельмановский район   | 14579                    | 14834                      |
| Шахтёрский район      | 18644                    | 19352                      |
| всего ДНР             | 2303543                  | 2294530                    |

### Религиозный состав
Основная часть населения исповедует православие, преимущественно прихожане Украинской православной церкви Московского патриархата. Канонические структуры Московского патриархата на территории Донецкой Народной Республики объединяет Донецкая и Мариупольская епархия. Правящий архиерей с 12 сентября 1996 года — Иларион (Шукало), митрополит Донецкий и Мариупольский.
Среди немногочисленных христиан-протестантов, официально зарегистрированных в ДНР, представлены пятидесятники, баптисты и адвентисты седьмого дня.
Также присутствуют религиозные общины иудеев, мусульман и греко-католиков.

### Гуманитарная ситуация
За время конфликта зафиксированы многократные артиллерийские обстрелы Донецка, в том числе с применением вооружений, запрещённых Минскими соглашениями. В результате обстрелов были разрушены объекты мирной инфраструктуры (медицинские и образовательные учреждения, жилые дома), а также имели место многочисленные жертвы среди мирного населения. Во всех случаях Украина отрицала причастность к обстрелам, обвиняя власти ДНР в обстрелах подконтрольного им Донецка.

## Языки
По данным исследования Киевского международного института социологии, проведённого 8—16 апреля 2014 года, 33,4 % респондентов из Донецкой области не согласились с утверждением о том, что «Россия справедливо защищает интересы русскоязычных граждан на юго-востоке», 47,0 % — согласились. С утверждением о том, что «в Украине ущемляются права русскоязычного населения», не согласились 57,2 % опрошенных, согласились — 39,9 %. С утверждением о том, что в Донецкой области ущемляются права украиноязычного населения, не согласились 93,1 % респондентов, 5,4 % — согласились.
С 2014 года находящаяся под российской оккупацией часть Донецкой области подвергается русификации.
В сентябре 2015 года двумя российскими гуманитарными конвоями в ДНР завезли учебники под программы, унифицированные с российскими. В 2016 году перед началом учебного года министр образования ДНР Лариса Полякова сообщила о закрытии всех украинских классов в связи с «отсутствием желающих». С тех пор обучение во всех школах происходит на русском языке по отпечатанным в России учебникам и по российским учебным программам.
С 2017 года украинский язык исключён из списка обязательных предметов программы государственной итоговой аттестации (ГИА) школьников. В том же году власти ДНР заявили о полном переходе всех образовательных учреждений с украинского на русский язык обучения. Также в ДНР украинский язык практически не использовался в делопроизводстве органов власти.
2 декабря 2019 года на фоне нормандского саммита Денис Пушилин предложил отменить украинский язык как государственный. 6 марта 2020 года решение было единогласно поддержано Народным советом.
Россия проводит политику насильственной русификации на оккупированных ею территориях Донецкой области — в школах преподают только на русском языке даже в полностью украиноязычных населённых пунктах. Украинские учебники оказались под запретом, а желающие учиться на украинском вынуждены делать это втайне от оккупационных властей.

## Правовой статус

Голосование 12 октября 2022 на Генеральной ассамблее ООН по резолюции № ES-11/4
Голосовали за
Голосовали против
Воздержались
Не голосовали
Не являются членами ООН

Украинскими властями и подавляющим большинством стран мира Донецкая Народная Республика рассматривается как оккупированная Российской Федерацией часть территории Донецкой области.
Россия признала ДНР в качестве независимого и суверенного государства 21 февраля 2022 года. Аннексия ДНР Россией была объявлена 30 сентября 2022 года. Независимость ДНР и её последующую аннексию Россией признали Сирия, Северная Корея, а также частично признанные Южная Осетия и Абхазия.

## Санкции
Донецкая Народная Республика находится под международными санкциями более 30 стран за нарушение территориальной целостности Украины. В санккционных списках находятся как представители самопровозглашенной ДНР, так и его вооружённые формирования и само государственное образование.
16 июля 2014 года США ввёл санкции в отношении ДНР.
25 июля 2014 года Донецкая Народная Республика и «контролируемая ею территория в Донецкой области Украины», а также её представители были включены в санкционный список Канады.
17 марта 2014 года Европейский союз включил Донецкую Народную Республику, её вооружённые формирования и представителей в свои санкционные списки:

Ответственна за организацию незаконного референдума 11 мая 2014 года... 24 мая 2014 года так называемые "народные республики" Донецка и Луганска подписали соглашение о создании так называемого "Федеративного государства Новороссия".Это нарушает конституционное право Украины и, как следствие, международное право, тем самым подрывая территориальную целостность, суверенитет и независимость Украины.
Кроме того, занимается вербовкой в незаконные вооружённые сепаратистские формирования, тем самым угрожая стабильности или безопасности Украины.— «Официальный журнал Европейского союза», Брюссель, 17 марта 2014 года.
Донецкая Народная Республика также находится в санкционных списках Швейцарии, Австралии и Японии.

## Экономика и финансы
Основной отраслью экономики Донецкой области Украины является промышленность (преимущественно тяжёлая индустрия: металлургия, добыча каменного угля и сырья для металлургической промышленности, коксохимия и химия, горное машиностроение). От общего объёма промышленного производства Донецкой области города и районы, контролируемые ДНР, составляют 45 процентов, или 81 млрд из 180 млрд гривен в 2014 году. Основными промышленными центрами являются Донецкий (Донецк — 40 млрд, Макеевка — 11 млрд, Харцызск — 5,8 млрд, Ясиноватая — 0,2 млрд), Горловско-Енакиевский (Енакиево — 7,5 млрд, Горловка — 7,1 млрд, Кировское — 1,6 млрд, Ждановка — 0,6 млрд), Шахтёрско-Снежнянский (Торез — 0,8 млрд, Снежное — 0,4, Шахтёрск — 0,3), а также пгт Новый Свет Старобешевского района, где размещена крупнейшая в ДНР Старобешевская ГРЭС — более 4 млрд грн.
Донецкая и Луганская области существенно пострадали за время вооружённого конфликта. По данным ООН, на сентябрь 2014 года в результате боевых действий инфраструктура двух областей понесла ущерб на общую сумму $440 млн. Было разрушено почти 2000 зданий, в Донецке прекратило работу более 70 % предприятий (многие из них — шахты, которые поставляли уголь для предприятий и электростанций остальных областей Украины). Часть заводов пострадала непосредственно от артобстрелов, часть лишилась инфраструктуры и была обесточена: в ходе боевых действий были разрушены железнодорожные пути и повреждены линии электропередачи.
В результате инфраструктурных разрушений, вызванных войной, и дезинтеграции производственных связей промышленное производство сократилось более чем в 2 раза. Руководство ДНР постановило произвести консервацию 22 угольных предприятий. Это больше половины действовавших в довоенное время шахт. Так же сильно пострадал потребительский сектор, фактически перестала функционировать финансовая система.
По данным украинских чиновников на управление на территориях ЛНР и ДНР Российская Федерация тратила примерно 1,3 млрд долларов США в год. По мнению экспертов это общие расходы на содержание территорий, которые обеспечиваются из нескольких источников: поступления от «налогов», поступления непосредственно из РФ, поступления от использования имущества украинских собственников, которые прекратили его использование, и используемого противоправно вопреки их воле. РФ последовательно требует от органов управления на территориях ДНР увеличение доли «собственных» доходов до уровня стопроцентного обеспечения потребностей в финансах.
По словам Александра Ходаковского, по состоянию на 2017 год, «90% покрытия бюджета» ДНР осуществляется за счёт внебюджетных источников из Российской Федерации. По его же словам: «ДНР по определению дотационная территория, так было и раньше, мы всецело зависим от посторонней помощи».
27 октября 2014 года министерство финансов ДНР начало регистрацию банков на территории республики. Кроме этого, администрация ДНР проинформировала предпринимателей о необходимости зарегистрироваться в налоговых органах республики в качестве субъекта предпринимательской деятельности и платить налоги, а в начале октября был создан собственный Национальный банк. Банковская система на территории ДНР соединена с российской через Южную Осетию.
26 ноября 2014 года глава ДНР Александр Захарченко подписал постановление «О введении внешнего управления на торговые объекты», по которому рынки и торговые комплексы Донецка должны были перейти под «внешнее управление» властей «в целях стабилизации социально-экономической ситуации».
В начале 2015 года руководством ДНР было принято решение перейти на бивалютную систему денежных расчётов, с использованием украинской гривны и российского рубля. 1 сентября 2015 года финансовая система ДНР перешла на расчёты в российской валюте.
Большинство украинских шахт, в которых добывается антрацит, оказались на территориях, подконтрольных ДНР и ЛНР. В связи с этим украинский топливно-энергетический комплекс был вынужден закупать в ДНР уголь для снабжения своих теплоэлектростанций.
25 января 2017 года ветераны боевых действий и активисты украинских националистических организаций начали блокаду железной дороги в Луганской и Донецкой областях, требуя остановить торговлю с неподконтрольными украинским властям территориями. Уже в феврале в результате блокады прекратились поставки сырья на металлургические заводы, расположенные в ДНР, и поставки угля на Украину.
27 февраля главы ДНР и ЛНР Александр Захарченко и Игорь Плотницкий сделали совместное заявление, в котором потребовали от украинских властей до начала весны снять блокаду Донбасса, иначе республики введут внешнее управление на всех предприятиях украинской юрисдикции, работающих в ДНР и ЛНР, и перестанут поставлять уголь на Украину. Лидеры ДНР и ЛНР признали, что в результате блокады многие предприятия уже остановили свою работу, и заявили о намерении «перестраивать все производственные процессы и ориентировать их на рынки России и других стран».
Украинские власти резко критиковали участников блокады на Донбассе, утверждая, что продолжение блокады чревато пагубными последствиями для экономики страны: от колебаний валютного курса до веерных отключений электроэнергии.
28 февраля министр внутренних дел Арсен Аваков призвал антитеррористический центр дать силовым органам полномочия для снятия блокады Донбасса. «Либерализм нашего правительства не знает границ. Месяц нашей либеральной политики, ваших либеральных переговоров с инициаторами этой блокады… ни к чему не приводит. Надо принимать решения», — подчеркнул он.
Объявленная блокада быстро сказалась на работе промышленных предприятий на территории непризнанных республик Донбасса. 27 февраля была остановлена последняя доменная печь на Донецком металлургическом заводе группы «Донецксталь». Ещё ранее компании «Метинвест» Рината Ахметова пришлось остановить работу Харцызского трубного завода, Комсомольского рудоуправления и предприятия «Краснодонуголь». 20 февраля встали на консервацию Енакиевский и Макеевский металлургические заводы, также принадлежащие Ринату Ахметову.
В начале марта в ДНР и ЛНР заявили о введении «временной администрации» примерно в 50 компаниях, среди которых, в частности, были предприятия группы «Донецксталь» и «Метинвеста». «Временным администратором» предприятий ГМК была назначена компания «Внешторгсервис» Сергея Курченко.
Уже после введения внешнего управления ДНР был вынужден остановить свою работу расположенный в Макеевке Ясиновский коксохимический комбинат холдинга «Метинвест», поставлявший кокс Донецкому металлургическому заводу. После введения внешнего управления прекратил работу и крупнейший украинский оператор связи «Укртелеком», также входящий в холдинг Рината Ахметова (в министерстве связи ДНР заявили, что все сотрудники переводятся на работу в государственную компанию «Комтел»). Внешние управляющие от ДНР появились и в единственном пятизвёздном отеле города «Донбасс палас», также принадлежавшем Ахметову.
13 марта украинские силовики захватили один из построенных активистами импровизированных оборонительных сооружений, которые сами они называют редутами. Это вызвало резкую реакцию в среде сторонников блокады.
15 марта «Метинвест» заявил об утрате контроля над деятельностью своих предприятий на неподконтрольной территории.
16 марта Президент Украины Пёрт Порошенко, несмотря на неоднозначное мнение в обществе по поводу транспортной блокады, пошёл на уступку активистам и подписал указ, которым было введено в действие решение СНБО от 15 марта 2017 года «О неотложных дополнительных мерах по противодействию гибридным угрозам национальной безопасности Украины», предусматривавшего прекращение перемещения грузов через линию столкновения в Донецкой и Луганской областях «временно, до реализации пунктов 1 и 2 Минского „Комплекса мер“ от 12 февраля 2015 года, а также до возвращения захваченных предприятий к функционированию в соответствии с законодательством Украины».
В связи с прекращением поставок угля на Украину в марте были начаты поставки донбасского угля в Россию. Тем не менее на складах оставались значительные запасы непроданного угля. Однако были и ограничения, поставки квотировались, так как России «вполне хватало и своего угля».
После прекращения поставок железорудного сырья с Украины на Енакиевский металлургический завод и «Донецксталь» это сырьё стало поставляться из России. В частности, по данным госпредприятия «Укрпромвнешэкспертиза», за апрель-июнь 2017 года из России было поставлено в общей сложности около 430 тыс. тонн железорудного концентрата и окатышей. В марте СМИ сообщали, что российское правительство рекомендовало «Северстали» и «Металлоинвесту» рассмотреть возможность поставок железной руды на предприятия Донецкой и Луганской областей. По данным источников, формально поставки сырья осуществляются из «Росрезерва», но реально — с горнорудных предприятий «Северстали».
По состоянию на август 2017 года остановленными были следующие крупные предприятия на территории ДНР:
- Харцызский трубный завод;
- Донецкий электротехнический завод;
- Юзовский металлургический завод.

Год торговой блокады привёл к тому, что производство важнейших видов промышленной продукции в ДНР в 2017 году сократилось примерно в два раза по сравнению с 2016 годом. По официальным данным Министерства промышленности и торговли ДНР в непризнанной республике производство составило в 2017 году:
- Чугун — 1,53 млн тонн (в 2016 году — 2,7 млн тонн);
- Сталь — 1,1 млн тонн (в 2016 году — 2,1 млн тонн);
- Готовый прокат — 0,87 млн тонн (в 2016 году — 1,2 млн тонн);
- Кокс — 1,2 млн тонн (в 2016 году — 2,4 млн тонн).

## Транспорт, инфраструктура, связь
В ходе вооружённого конфликта в 2014—2015 годах железнодорожная инфраструктура была значительно повреждена, грузовое и пассажирское сообщение было прекращено.
С 1 декабря 2014 года, в соответствии с указом президента Порошенко от 14 ноября, в Донбассе на территории, не подконтрольной украинскому правительству, Украинские железные дороги («Укрзализныця») прекратили движение пассажирских поездов.
28 марта 2015 года было сообщено о возобновлении пассажирского железнодорожного сообщения между ДНР и ЛНР, между станциями Ясиноватая — Луганск через Дебальцево. 1 марта 2017 года запущен поезд Дебальцево — Торез — Иловайск. Существует автобусная связь с ЛНР, Украиной и Россией. Почтовая связь осуществляется только в пределах территории республики, в декабре 2014 года для этого было образовано государственное предприятие «Почта Донбасса».
26 мая 2015 в Донецке начата выдача собственных автомобильных номеров, а 18 февраля 2017 года они были признаны в России. Де-факто автомобили с ними могли въезжать в Россию и раньше, но теперь это стало разрешено официально и без каких-либо возможных ограничений, вызванных непризнанным статусом республики.
С 1 февраля 2016 года до 20 марта 2020 года, из ДНР на территорию Украины осуществлялся выезд через четыре контрольно-пропускных пункта: через КПП «Георгиевка» открыт проезд в сторону Курахова, через КПП «Зайцево» — в сторону Артёмовска (Бахмута), через КПП «Гнутово» и КПП «Новотроицкое» — в Мариуполь.
С 21 марта 2020 года Донецкая народная республика решила в одностороннем порядке закрыть въезд и выезд через контрольно-пропускные пункты из-за коронавирусной инфекции 2019-nCoV.
С 28 марта 2020 года был запрещён въезд из России и Луганской народной республики лицам, которые не имеют регистрации на территории ДНР, кроме граждан РФ и сотрудников международных миссий.
21 мая Денис Пушилин объявил о создании собственного торгового флота из национализированных судов порта Мариуполя. По заявлению Национального центра управления обороны России Михаила Мизинцева с начала «спецоперации» в этом порту на причале стояли шесть судов под флагами других государств: «Царевна» (Болгария), «Азбург» (Доминиканская Республика), «Смарта» (Либерия), «Блю стар» (Панама), «Азов конкорд» (Турция), «Леди Аугуста» (Ямайка).
По сообщению Пушилина, часть иностранных судов перейдет в «юрисдикцию ДНР», решение об этом принято. Также он заявил, что порт Мариуполя начнет полноценно функционировать до конца июня и станет важным хабом, для «восстановления городов республики».

## Культура и искусство

### Музыка
Музыкальное образование в республике представлено рядом музыкальных школ, студий, школ искусств, а также Донецкой государственной музыкальной академией имени Сергея Прокофьева. Музыкальная жизнь представлена деятельностью профессиональных музыкальных коллективов, таких как Академический симфонический оркестр имени Сергея Прокофьева, Концертный оркестр духовых инструментов, камерный оркестр «Виола», работающих на базе Донецкой государственной академической филармонии.

### Театр и кинематограф
В Донецке работают несколько театров, среди них: Донецкий академический украинский музыкально-драматический театр, Донецкий театр оперы и балета имени А. Б. Соловьяненко, Донецкий академический областной театр кукол и другие. В других городах республики также действуют театры и кинотеатры: Горловский городской театр кукол, Донецкий областной русский театр юного зрителя в Макеевке и другие.

## Социальная сфера
На протяжении 2014 года Украина продолжала частичные соцвыплаты населению Донбасса, хотя с обналичиванием средств проблемы возникли ещё в июне, и к ноябрю 2014 года её власти решили прекратить выплату на неподконтрольных территориях из-за отсутствия гарантий безопасности (предложив получать продолжавшиеся начисляться средства на подконтрольных ей районах региона). В свою очередь власти ДНР стали устраивать «пенсионные туры» в подконтрольные правительству населённые пункты для снятия денег с карт. Правительство ДНР ещё в конце сентября заявило, что начинает самостоятельно осуществлять социальные выплаты, но это коснулось только трёх категорий: инвалидов Великой Отечественной войны, детей-инвалидов и семей, оставшихся без кормильца.
По мнению экспертов отдельным источником для решения экономических проблем и социального обеспечения населения, проживающего на территории ДНР, должностные лица РФ рассматривают помощь от международных доноров и организаций. Такую помощь распределяют органы управления, именуемые как органы ДНР в соответствии с установленными ими приоритетами. Обычно установленные приоритеты могут соответствовать реальным потребностям людей, но, по мнению экспертов, РФ видит такую помощь исключительно как способ снижения собственного бремени на содержание этих территорий.

## Права человека
В августе 2014 года в сообщении Русской службы Би-би-си со ссылкой на международную организацию Human Rights Watch заявлялось о многочисленных случаях нарушений прав человека в ДНР: задержаниях мирных жителей, пытках и принуждении к труду. В специальном докладе HRW говорилось:

Начиная с апреля 2014 года вооружённые боевики, поддерживающие самопровозглашённую Донецкую Народную Республику и Луганскую Народную Республику, захватили сотни мирных жителей, преследовали предполагаемых критиков, включая журналистов, проукраинских политических активистов, религиозных активистов и, в некоторых случаях, членов их семей.
Среди прочего, HRW задокументировала свидетельства 12 человек, которые рассказывали об избиениях, ножевых ранениях, сигаретных ожогах и унизительном обращении.
Согласно отчёту ООН по Восточной Украине от 18 ноября 2014 года, ДНР характеризуется «полным отсутствием закона и порядка».
В отчёте указывалось на «случаи серьёзного нарушения прав человека, которые включают пытки, аресты, массовые казни, принудительный труд, сексуальное насилие, а также уничтожение и захват частной собственности».
В отчёте сообщалось: «Мониторинговая миссия ООН продолжает получать сообщения о сексуальном насилии. Так, в одном из инцидентов члены пророссийского батальона „Восток“ арестовали женщину за нарушение комендантского часа и избивали металлическими прутьями в течение трёх часов. Женщина была изнасилована членами батальона». В отчёте также говорилось, что миссия ООН «продолжала получать сообщения о пытках, применяемых как украинскими правоохранительными органами, добровольческими батальонами, так и пророссийскими вооружёнными группами, включая избиения, угрозы смертью, жестокое, бесчеловечное отношение, а также отказ в медицинской помощи».
15 декабря 2014 года на пресс-конференции в Киеве помощник генерального секретаря ООН в сфере прав человека Иван Шимонович заявил, что большинство нарушений происходит на территориях, подконтрольных пророссийским сепаратистам.
18 августа 2014 года власти республики приняли Положение о военных судах и Уголовный кодекс ДНР, предусматривающий смертную казнь за особо тяжкие преступления. До этого смертная казнь находилась за рамками законодательства ДНР, хотя более ранние случаи расстрелов «за тяжкие преступления в условиях чрезвычайного положения» признал советник бывшего министра обороны ДНР Игоря Стрелкова Игорь Друзь.
По мнению российского журналиста и члена Совета по правам человека при президенте РФ Леонида Никитского, лица, захваченные в плен вооружёнными формированиями ДНР, должны рассматриваться как заложники.
2 июня 2017 года был похищен журналист Станислав Асеев. Через полтора месяца власти ДНР сообщили, что блогер задержан по обвинению в «шпионаже». Репортёры без границ, Human Rights Watch, Amnesty International, Комитет защиты журналистов и Организация по безопасности и сотрудничеству в Европе потребовали от властей ДНР освобождения журналиста. Асеев был обменян в рамках обмена между Украиной и ДНР 29 декабря 2019 года.

## В культуре

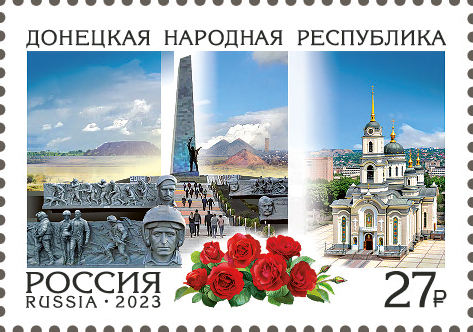

- В России выпущена марка в честь ДНР.
- В честь ДНР названа площадь возле посольства США в Москве.

### Комментарии
1. ↑  Употребляется также написание со строчных букв — «Донецкая народная республика»
2. ↑  «Донецкая Народная Республика подтверждает прохождение своей Государственной границы:
1) с Украиной – по административной границе бывшей Донецкой области Украины (с учётом территориального моря) с Харьковской, Днепропетровской и Запорожской областями Украины;
2) с Луганской Народной Республикой – по административной границе бывших Донецкой и Луганской областей Украины;
3) с Российской Федерацией – по линии бывшей государственной границы Украины с Российской Федерацией в пределах административной границы бывшей Донецкой области Украины»[122]
3. ↑  Главным управлением статистики ДНР учтены только районы и горсоветы, большая часть которых подконтрольна ДНР (то есть без учёта части таких районов, как Артёмовский (Бахмутский), Волновахский, Марьинский и Ясиноватский, большая часть которых вместе с их административными центрами (за исключением не входящего в район города Ясиноватая) находится под контролем Украины)